# Spiritual Healing (Lee "Scratch" Perry-album)
A  Spiritual Healing   Lee "Scratch" Perry 1990-es reggae/dub albuma.

## Számok
1. Spiritual Healing (4:44)
2. Babush (4:18)
3. Sex Vibrations (4:10)
4. Vindetta (6:57)
5. Sexy Boss (7:42)
6. Com' On And Dance (7:06)
7. Mr Dobberman (5:12)

## Zenészek
- háttérvokál - Claudia Boggio , Miriam Russo
- basszusgitár – Felix Mueller
- ko-producer – Higi Heilinger
- dob – Christoph Beck
- hangmérnök – Etienne Bron , Ursli Weber
- gitár – Marc Portmann
- billentyűk – Andy Mueller
- producer – Lee Perry